# سن خوان (نیو مکزیکو)
سن خوان (به انگلیسی: San Juan) یک منطقهٔ مسکونی در ایالات متحده آمریکا است که در شهرستان ریو آریبا، نیومکزیکو واقع شده‌است. سن خوان ۱٫۵ کیلومتر مربع مساحت و ۵۹۲ نفر جمعیت دارد.